# Tommaso Francini
Tommaso Francini, en français Thomas Francine est un ingénieur hydraulicien florentin, né à Florence le 5 mars 1571/1572,, mort à Saint-Germain-en-Laye le 15 avril 1651 .
Les Francini, Tommaso et son frère Alessandro, maîtres d'œuvre dans la réalisation des fontaines dans les chantiers royaux et parisiens, ont exercé une influence capitale sur l'aménagement hydraulique des jardins en France au XVIIe siècle.
Il est seigneur de Grandmaisons, à Villepreux.

## Biographie
Il est le fils de Pietro Francini, citoyen de Florence, et de Clemanza Pagni. Il fait son testament le 15 mai 1649 dans lequel il a donné des informations sur sa carrière auprès des rois Henri IV, Louis XIII et Louis XIV.

### Tommaso Francini, ingénieur du grand-duc de Toscane, à la villa de Pratolino
Il était ingénieur auprès du grand-duc de Toscane Ferdinand Ier de Médicis quand il a été demandé par le roi de France Henri IV au grand-duc de Toscane de l'autoriser à venir en France, ainsi que ses frères Alessandro et Camillo et son cousin Orazio, en 1599. Le roi avait lancé les travaux des jardins du château Neuf de Saint-Germain-en-Laye.

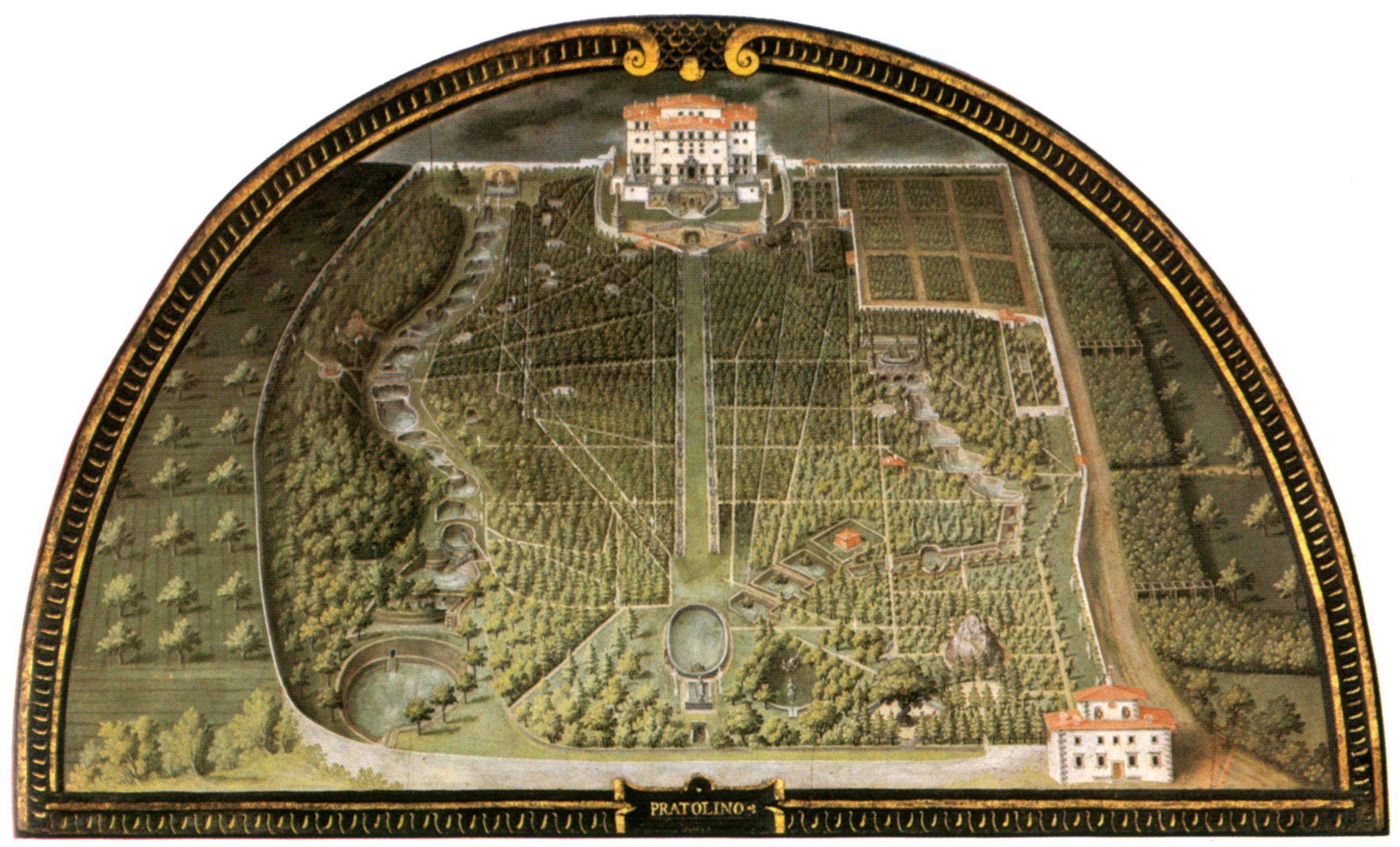
La villa Médicis de Pratolino.

On ne connaît pas la formation de Tommaso Francini. En Toscane, Tommaso Francini avait travaillé sur la Villa de Pratolino aux côtés de Jehan de Boulogne où ils avaient réalisé plusieurs automates fonctionnant à l'énergie hydraulique comme l'indique Agostino del Riccio, dans le manuscrit Del giardino di un re. Le 24 octobre 1594, il est désigné responsable des eaux de la villa de Pratolino pour deux années. Sa création de nouveaux théâtres d'automates à Pratolino lui a donné une certaine notoriété.
La villa de Pratolino a été visitée par Montaigne le 22 novembre 1580. Il en fait une description dans le Journal de voyage en Italie : « Il y a de miraculeux une grotte à plusieurs demeures et pièces : cette partie surpasse tout ce que nous avons vu ailleurs.... Il y a non seulement de la musique et harmonie qui se fait par le mouvement de l'eau, mais encore le mouvement de plusieurs statues que l'eau ébranle et porte à divers actes, plusieurs animaux qui s'y plongent pour boire, et chose semblables. À un seul mouvement toute la grotte est pleine d'eau, tous les sièges vous rejaillissent l'eau aux fesses.... La beauté et la richesse de ce lieu ne se peut représenter par le menu ». Le 24, il est à Florence et visite l'après-midi la villa nommée Castello dans laquelle il admire les différents jeux d'eau. Le 3 avril 1581, il visite Tivoli et la villa d'Este. Il fait des comparaisons entre le jardin de la villa d'Este avec celui de la villa de Pratolino.

### Thomas Francini au château neuf de Saint-Germain-en-Laye

Portrait des châteaux royaux de Saint-Germain-en-Laye en 1614 (BnF)
Alessandro Francini (dessin)
Michel Lasne (graveur).

Le château de Saint-Germain-en-Laye est une maison de chasse construite par François Ier. Elle a l'avantage d'être proche de Paris mais l'architecture paraît triste au roi. Henri II avait fait construire un casino, ou « maison du théâtre et baignerie », par Philibert Delorme, en 1557. En 1594, il décide de profiter du site pour aménager un château neuf autour du casino avec des jardins descendant vers la Seine. Henri IV n'ayant jamais visité l'Italie, il n'a pu s'inspirer des sites comme la villa d'Este ou les villas Médicis. C'est probablement par l'architecte et paysager Étienne Dupérac qui connaissait la villa d'Este qu'il va imaginer l'aménagement du site et créer la féerie du château neuf,. Tommaso et Alessandro Francini vont amener en France leur connaissance de l'aménagement hydraulique des jardins italiens.
Avec la venue des Francini, l’art des aménagements hydrauliques, fontaines, grottes, jeux d'eau, a connu un développement extraordinaire en France sous les règnes d’Henri IV, de Louis XIII et Louis XIV.
En 1599 est créée la surintendance des fontaines des Bâtiments du roi. Les Francini vont créer des fontaines, des jeux d'eau, des cascades artificielles, des automates, hommes et animaux, qui se meuvent dans les grottes grâce à la circulation de l'eau sous pression, des jeux d'orgue, des musiques harmonieuses, des jeux d'eau fantaisistes arrosant par le dessous les visiteurs, donnant aux visiteurs les mêmes sentiments que décrivait Montaigne en visitant les villas italiennes.
Thomas Francine a agrémenté de fontaines les grandes terrasses du château  descendant vers la Seine dont les jeux d'eau d'automates installés dans les grottes du jardin faisaient le plaisir du jeune roi Louis XIII et des autres enfants d'Henri IV et Marie de Médicis. Sept grottes sont construites entre 1599 et 1608 : grotte du Dragon, celle de Neptune, celle de la Demoiselle qui jouait des orgues qui est décrite par André Du Chesne au début du XVIIe siècle : « Près de là, il y a une nymphe eslevée à demy-bosse en face riante, belle et bonne grâce, qui, laissant emporter ses doigts au branle que donne l'eau, fait jouer des orgues... Il y a un Mercure près la fenestre qui a un pied en l'air et l'autre planté sur un appuy, sonnant et entonnant hautement une trompette. Le coucou s'y fait entendre et recognoistre à son chant... ».  À la quatrième terrasse, il y a la grotte d'Hercule, au centre, celle de Persée et d'Andromède, au nord, et d'Orphée, au sud. Puis la grotte des Flambeaux qui contenait plusieurs attractions grâce à des machineries qui permettaient des changements de décor. Ces aménagements utilisaient l'énergie hydraulique grâce à l'eau captée dans les sources de la colline et du plateau de Saint-Germain-en-Laye. Un aqueduc amenait l'eau dans un réservoir de pression situé près de la fontaine de Mercure, d'où l'eau descendait dans les grottes, puis alimentait les jets d'eau et les fontaines des jardins inférieurs.
Jean Bologne a réalisé six grands bronzes pour les fontaines et les grottes de Saint-Germain-en-Laye. Alessandro Francini a été chargé de la grotte d'Orphée en 1604, Tommaso de celle de Persée en 1606. Il est alors qualifié d'ingénieur ordinaire des fontaines et grottes des châteaux du roi. En 1607, ce même Tommaso passe un marché avec Didier Humbelot pour un Persée de cuivre, tous les personnages étant pourvus de mouvements, entourés de monstres dans un décor de coquilles et de congélations. Le sculpteur florentin Francesco Bordoni (Francisque Bourdon), élève de Pietro Francavilla (Pierre de Francqueville), a collaboré avec les Francini sur les chantiers royaux de Saint-Germain-en-Laye et Fontainebleau.
L'eau va devenir un élément obligé de l'aménagement des jardins pour leur beauté, l'art des fontaines un des intérêts de la noblesse française pour leurs châteaux.
Il est naturalisé français le 1er février 1600 ainsi que ses frères. Camillo a aussi reçu le droit de devenir ecclésiastique en France.
Il a été nommé intendant général des eaux et fontaines de France.
Il a acheté une maison avec jardin à Saint-Germain-en-Laye, en 1604. Il est probable qu'il avait alors décidé de rester en France contrairement à ce qu'il avait écrit dans une lettre à Emilio de' Cavalieri. Le 2 février 1603, il avait écrit une lettre à B. Vinta, secrétaire du grand-duc de Toscane, pour lui annoncer qu'Henri IV s'est opposé à son voyage à Florence. Celui-ci lui avait répondu que le grand-duc considérait que son travail pour Henri IV était un service rendu à sa patrie.

### Autres travaux
Il a amené le goût du maniérisme florentin et va travailler pour le milieu italien présent à Paris. Le marquis Jérôme de Gondi fait aménager les jardins bas de sa maison de Saint-Cloud entre 1577 et 1604. Les travaux sont poursuivis par son cousin, Jean-François de Gondi, archevêque de Paris, propriétaire du lieu en 1625. Ce dernier a entrepris une vaste campagne de travaux dans les jardins bas, entre 1628 et 1636, avec la création d'un système d'adduction d'eau et la création de pièces d'eau. Thomas Francini réalise la cascade et la grotte du Parnasse, séjour d’Apollon et des Muses pour le parc de Saint-Cloud, qui émerveillait les visiteurs de Saint-Cloud au XVIIe siècle, et une fontaine dans le jardin de son hôtel parisien, à l'emplacement de l'ancien hôtel de Condé.
Il a peut-être participé à la réalisation d'une grotte dans les jardins du château de Noisy-le-Roi qu'Albert de Gondi avait fait aménager, entre 1582 et 1599, par des artistes italiens.
Il est aussi intervenu à Cormeilles-en-Parisis, Lésigny, Bagnolet, Wideville, peut-être à Rueil et Liancourt. Dans sa propriété de Villepreux, il a créé une scénographie aquatique autour d'une statue de Marie de Médicis

### Thomas Francine et le château de Fontainebleau

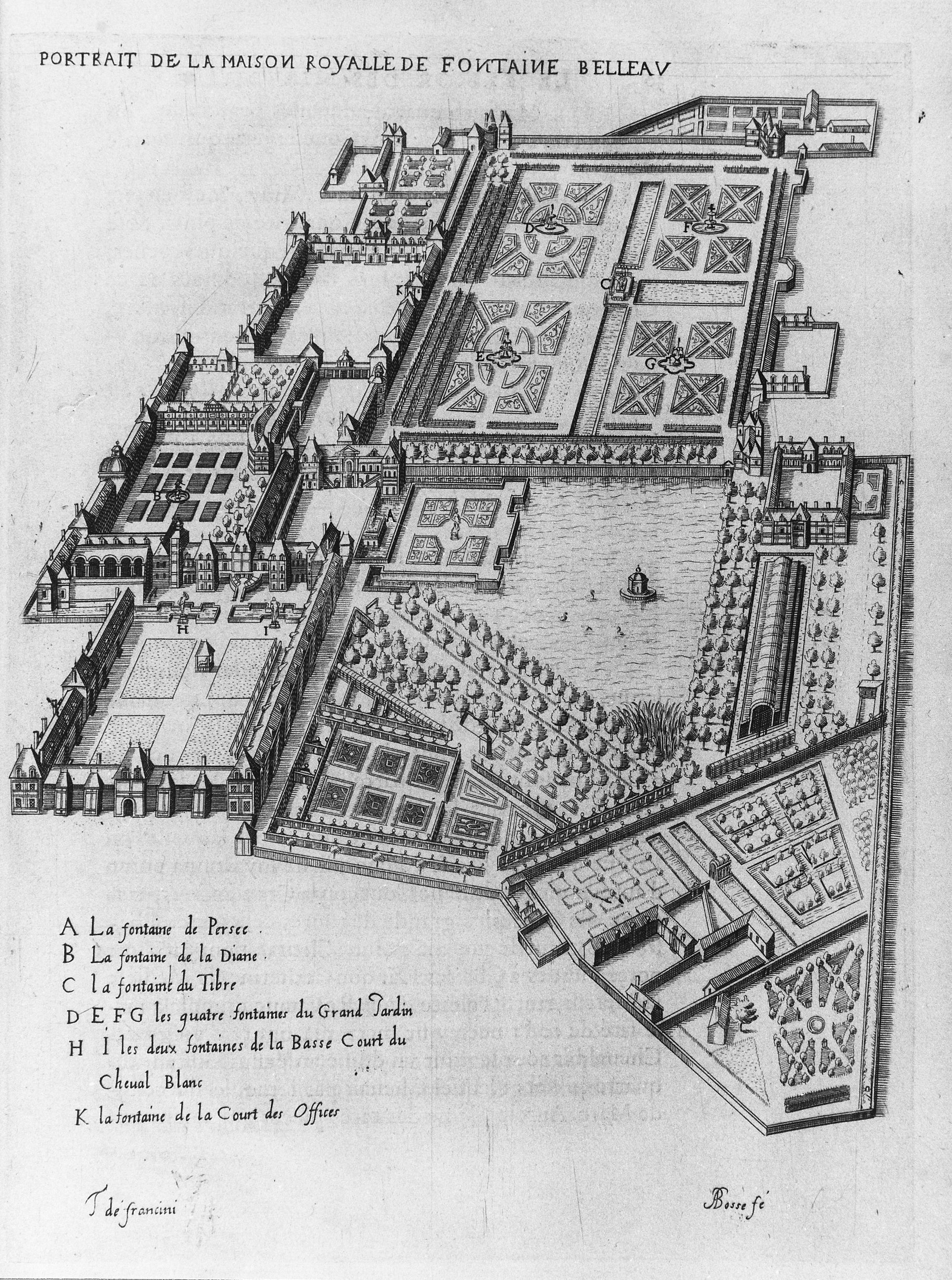
Plan du château et du parc de Fontainebleau avec les fontaines réalisées par les Francini dans le Grand jardin et la cour du Cheval blanc
Alessandro Francini (dessin)
Abraham Bosse (graveur).

Thomas Francine a réalisé le canal de 1,2 km de long, entre 1606 et 1609, et l'aménagement hydraulique du parc du château,. Alessandro Francini signe le 10 janvier 1609 un marché pour faire quatre fontaines dans les quatre compartiments du Grand jardin et deux fontaines contre le fossé de la cour du Cheval blanc, sur les dessins de Tommaso Francini. Alessandro Francini est qualifié de sculpteur fontainier du roi, en 1609, d'ingénieur des fontaines de Fontainebleau dans un contrat de 1613. Il loge alors à Fontainebleau. En 1631, Alessandro Francini signe un contrat pour rétablir la fontaine du Tibre, au château de Fontainebleau.
À partir de l'aqueduc qu'il avait fait construire, Henri IV a demandé à Tommaso Francini de réaliser la grotte et la fontaine de la Volière et la fontaine de Diane qui existe toujours.

### Thomas Francini, de l'aqueduc Médicis au palais du Luxembourg
Le 5 septembre 1612, il dépose au Bureau de la Ville de Paris, avec Guillain, maître des Œuvres de la Ville de Paris, l'architecte Louis Métezeau et l'ingénieur Jacques Aleaume, le devis pour l'alimentation en eau de la rive gauche de Paris.
Le projet de Marie de Médicis pour un nouveau palais inspiré du palais Pitti de Florence n'apparaît qu'en octobre 1611. En septembre la reine avait acheté l'hôtel de François de Piney, duc de Luxembourg qui va être appelé le Petit Luxembourg. Elle poursuit dans les mois suivants les achats de propriétés pour agrandir le domaine. Le projet de Salomon de Brosse doit être dessiné entre janvier 1612 et novembre 1614, date des premières adjudications. En avril 1612, Nicolas Descamps est nommé « jardinier ordinaire des jardins et parterres de [la] maison [de la reine] et hostel de Luxembourg ». Un premier dessin du jardin date de mars 1615. Il montre les premières plantations d'arbres commandées par Marie de Médicis.
En 1613 il suit les travaux de l'aqueduc de Arcueil. La première pierre du grand regard de Rungis a été posée le 17 juillet 1613 en présence du jeune Louis XIII. Les travaux ont été confiés au maître maçon Jean Coing, puis après sa mort à Jean Gobelin qui les a achevés avec la réalisation du réservoir dit de l'Observatoire. Cet aqueduc a été réalisé en souterrain, sauf la partie franchissant la vallée de la Bièvre. 60 % des eaux de l'aqueduc devaient alimenter le palais du Luxembourg. En 1628, Thomas Francini c'était fait octroyer la jouissance de la moitié des eaux sortant du réservoir servant à alimenter le palais du Luxembourg et la conciergerie du regard de Rungis. 

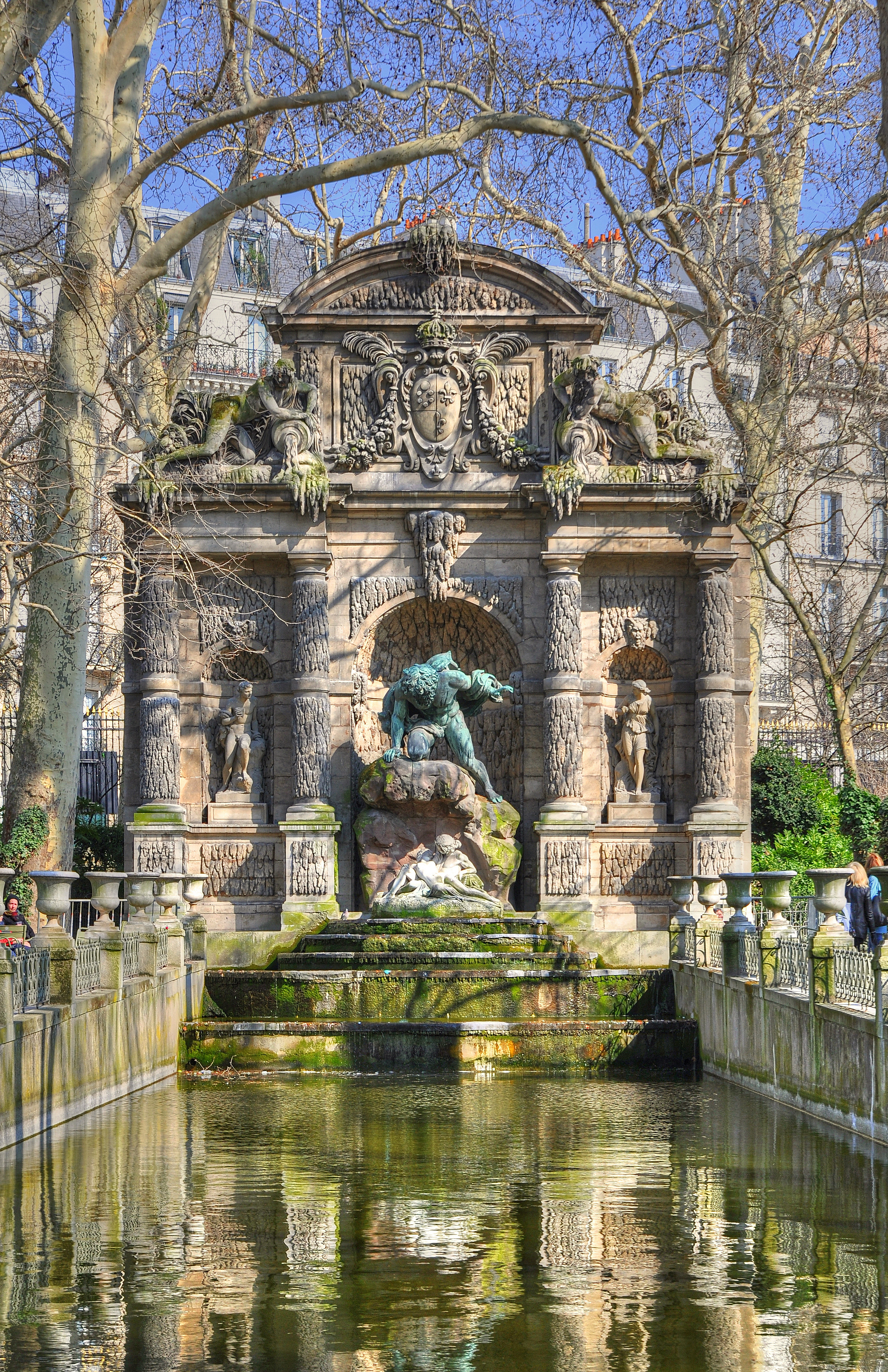
La fontaine Médicis.

Tommaso Francini présente le premier plan du jardin en 1625. Pour le jardin du palais du Luxembourg, il avait proposé à la reine de terminer l'horizon, vers le sud, par la fontaine de Démorgorgon.  Pour Marie de Médicis, cela lui rappelait celle de la villa médicéenne de Poggio a Caiano, près de Florence. Mais le projet n'a pas été achevé à la mort de la reine en 1642.
Thomas Francini a réalisé l'aqueduc qui permettait l'alimentation en eau de la fontaine Médicis, qui a été construite par le maître maçon Jean Thiriot à partir de 1625. Le marché passé le 1er juillet 1625 indique la réalisation de la double terrasse entourant le parterre central et les conduits de distribution d'eau qui doivent se conformer au « desseing et profil dressé par sieur Francini, intendant des fontaynes du roy ». Il n'est pas sûr que cette disposition du jardin ait été inspirée par le jardin de Boboli. Un devis rédigé par Francini en 1635 pour l'achèvement du jardin montre que les ouvrages prévus en 1625 n'ont pas encore été exécutés.
Pendant la régence de Marie de Médicis, en 1617, il a été nommé « ingénieur du roi Louis XIII et contrôleur de la maison de la Reine ». Louis XIII a reconduit la charge en 1623 sous la forme d'un intendance générale des eaux et fontaines des châteaux et jardins royaux de Paris, Saint-Germain-en-Laye, Fontainebleau et autres. Cette charge a été transformée en office royal en 1636.
En 1647 il a une charge de maître d'hôtel du roi.

## Famille
D'une liaison avec Loyse Porcher, fille cadette d'un valet de chambre du roi, il avait eu un fils, mort en 1603, et un second, Pierre, naît avant son mariage. Il a signé un contrat de mariage le 20 juillet 1602, mais la dot devant être payée avant le mariage, celui n'a été célébré que le 26 août 1606.
De cette union sont nés huit enfants, dont trois fils, François, né à Paris le 15 janvier 1617, Pierre, né à Paris le 21 février 1621, et Paul, né le 27 février 1626, qui est entré dans les Ordres.

## Divers
Il a donné son nom à la rue Thomas-Francine dans le 14e arrondissement de Paris.
Il y a une rue Francine à Villepreux, une place des Francine à Versailles et une rue Tomaso Francini à Montpellier.
Son prénom est orthographié, en italien, Tommaso par les Italiens et Tomaso par les Français.